# Tricorder

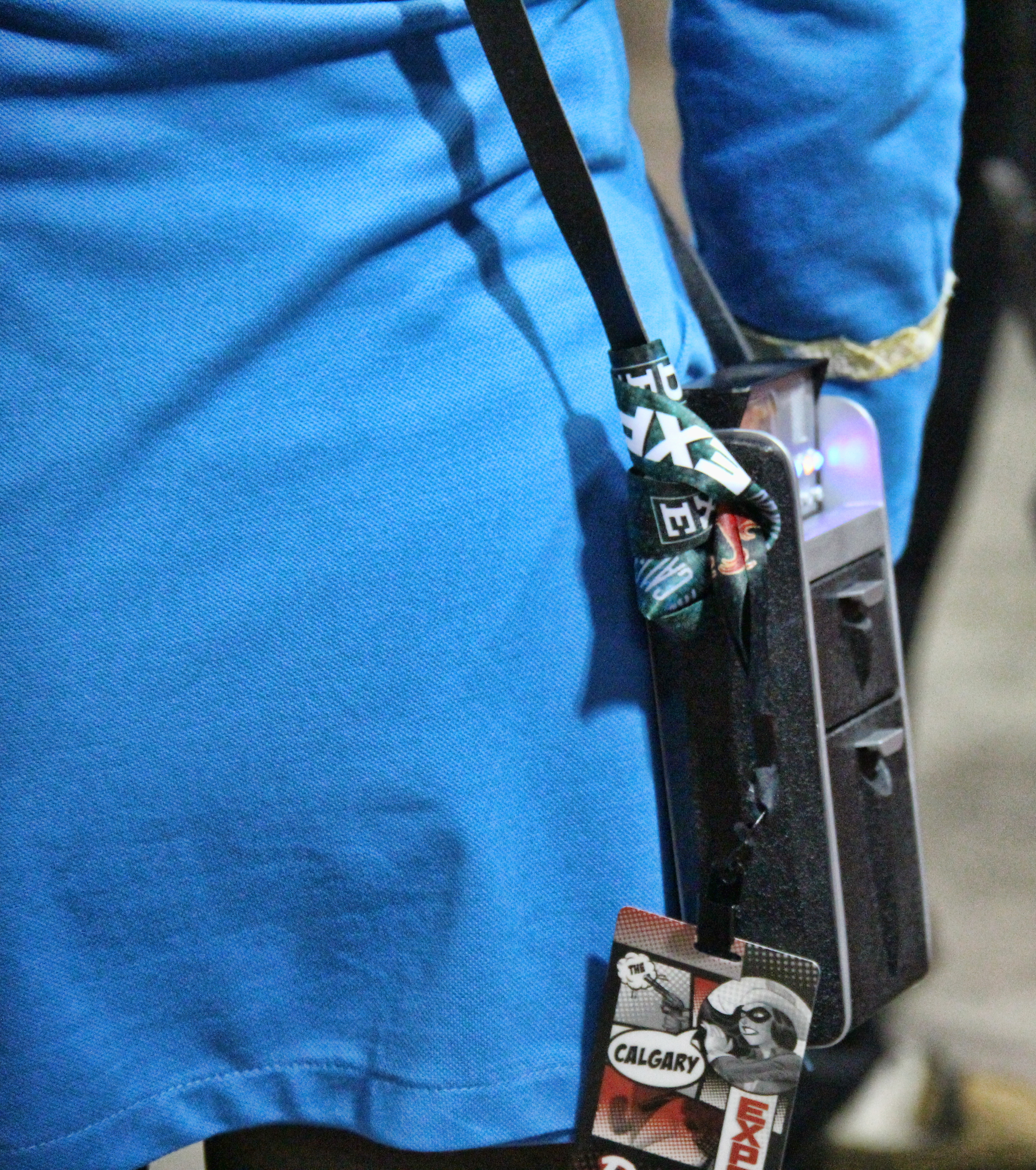
Cosplay en Calgary Comic & Entertainment Expo 2016, con énfasis en un Tricorder (de Star Trek) usado como parte de un uniforme de Oficial Científico.

En el universo de ficción de Star Trek, el tricorder (a veces traducido como trigrabador o tricodificador) es un sofisticado dispositivo portátil de escaneo, análisis de datos y comunicación, con distintas aplicaciones especializadas para análisis y escaneo.

## Descripción
El tricorder se asemeja a un ordenador PDA. 
En la serie original de los años '60, el tricorder tenía el tamaño de un radiocasete de transistores, por lo que iba equipado con una correa para colgarlo del hombro. Con el tiempo, estos aparatos se hicieron más compactos, hasta caber perfectamente en la palma de la mano.
Es usado por la tripulación de las naves estelares y estaciones espaciales como herramienta para facilitar el cumplimiento de sus tareas.

## Etimología
La palabra "tricorder" es un acrónimo de "tri-" y "grabadora", en referencia a las funciones del dispositivo (detectar, grabar, y procesar) y de los tres análisis que realiza por defecto: geológicos, meteorológicos, y biológicos. 

## Funcionamiento
El tricorder estándar es un dispositivo de uso general utilizado principalmente para explorar zonas desconocidas, hacer un examen detallado de los seres vivos, y registrar y revisar los datos técnicos. 
El proceso básico del tricorder consiste en medir los cambios del medio; registrar las alteraciones; cuantificar y localizar el punto en el espacio que muestra ser singularmente compatible con dichas lecturas; y focalizar dicho espacio y escanearlo. 
La especialización de los sensores puede estar destinada a: 
- Defensa: Tricorder militar. Escanea el medio para detectar disrupciones, desfases o radiaciones varias ocasionadas de forma artificial.

- Investigación: Tricorder científico. Escanea el espacio para detectar eventos singulares en el medio, contrastar datos, verificar teorías y todo lo relacionado con sistemas inertes.

- Biología: Tricorder médico. Escanea el espacio para detectar biomasa, estructurar el punto evolutivo de dicha biomasa y otorgarle una identidad, bien conocida o por catalogar.